# Zoran Janković (Politiker)

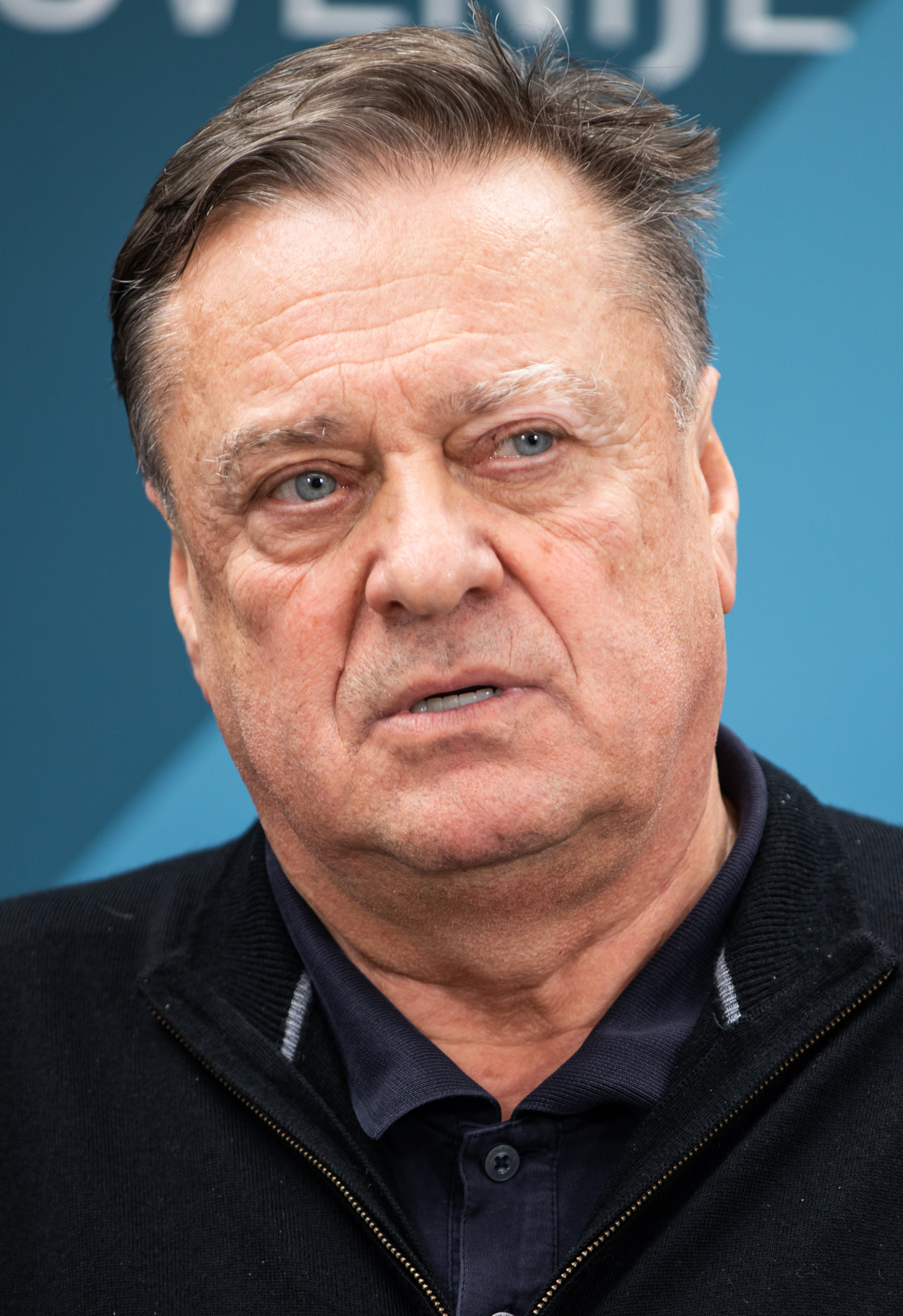
Zoran Janković (2023)

Zoran Janković (* 1. Januar 1953 in Saraorci, Jugoslawien, heute zur Gemeinde Smederevo, Serbien) ist ein slowenischer Manager und Politiker. Er ist seit 2006 Bürgermeister von Ljubljana.

## Leben
Janković ist Sohn eines Serben und einer Slowenin und wuchs in ärmlichen Verhältnissen im serbischen Dorf Saraorci auf. Im Alter von 11 Jahren zog er nach Ljubljana und sprach anfangs kein Slowenisch. Nach dem Studium an der Wirtschaftsfakultät der Universität Ljubljana wurde er 1997 Chef der slowenischen Handelskette Mercator, bis er schließlich 2005 abberufen wurde. Im Jahr 2006 kandidierte er als Unabhängiger erfolgreich um das Amt des Bürgermeisters von Ljubljana. Bei der Kommunalwahl 2010 wurde er im Amt bestätigt.
Bei der vorgezogenen Parlamentswahl am 4. Dezember 2011 trat er mit der erst zwei Monate zuvor gegründeten Partei Lista Zorana Jankovića – Pozitivna Slovenija (Liste Zoran Janković – Positives Slowenien) an, die im politischen Spektrum als Mitte-links eingeordnet wird. Diese wurde auf Anhieb stärkste Kraft im Parlament und erreichte 28,5 % der Stimmen. Auch Janković selbst gewann ein Parlamentsmandat. Es gelang ihm jedoch nicht, eine Koalitionsregierung zu bilden, so dass am 28. Januar 2012 Janez Janša, Vorsitzender der zweitplatzierten Slowenischen Demokratischen Partei (SDS), zum Ministerpräsidenten einer Mitte-rechts-Regierung mit vier kleineren Parteien gewählt wurde.
Bei den Neuwahlen im März 2012 wurde Janković wieder in das Amt des Bürgermeisters von Ljubljana gewählt und trat das Amt am 11. April 2012 an. Ende 2012 musste er wegen Korruptionsvorwürfen als Parteichef zurücktreten, musste sich jedoch nicht vor Gericht verantworten. Auch seiner Popularität als durchsetzungsfähiger Bürgermeister schadeten die langjährigen Korruptionsvorwürfe nicht.